# Disturbing Behavior
Disturbing Behavior (Comportamiento perturbado en España o Perturbados en Hispanoamérica) es una película de terror estadounidense estrenada el 24 de julio de 1998 protagonizada por James Marsden, Katie Holmes, Nick Stahl y Katharine Isabelle.

## Argumento
Steve Clark, estudiante de último año de preparatoria, es nuevo en Cradle Bay, una pintoresca comunidad isleña en el Estrecho de Puget, en el estado de Washington. Se mudó desde Chicago junto a sus padres y su hermana menor Lindsay tras el suicidio de Allen, su hermano mayor, una pérdida que Steve aún enfrenta. En su primer día de clases, Steve se hace amigo de tres estudiantes marginados: Gavin Strick, un chico albino apodado UV y Rachel Wagner. También conoce al psicólogo escolar, Dr. Edgar Caldicott, quien le sugiere unirse al programa Blue Ribbons, un taller de motivación.
Los Blue Ribbons lucen y actúan como una camarilla de chicos snobs, pulcros y triunfadores, pero Gavin le explica que en el pasado todos eran rebeldes que cambiaron de un día para otro en lo que él describe como una secta a la que Caldicott ha "lobotomizado y lavado el cerebro". Steve se muestra escéptico ante la teoría, pero se mantiene alejado de los Ribbons.
Rachel es abordada por Chug, un Blue Ribbon que se siente atraído por ella y, al verla con prendas que muestran el abdomen, se descontrola y golpea brutalmente a los clientes de una tienda mientras el jefe de policía del pueblo simplemente observa. Cuando Steve pregunta qué acaba de pasar, Rachel afirma que debe ser "ira por esteroides", mientras Gavin insiste en su teoría del control mental.
Gavin lleva a Steve a un escondite del colegio donde pueden fumar. Allí le habla de una chica que supuestamente huyó de casa, pero confiesa que vio como era asesinada por uno de los Ribbons gozando de impunidad, ya que el jefe de policía esta coludido. En el lugar Steve conoce al señor Newberry, un conserje loco que se ha obsesionado con exterminar las ratas de la ciudad y ha inventado los e-rat-icator, dispositivos que emiten una señal que las ahuyenta.
Los Ribbons abordan a Steve en la cafetería local mostrando su desprecio por Gavin cuando este aparece, por lo cual Steve se marcha. Gavin le muestra fotos de cómo lucían originalmente los Blue Ribbons, señalando que eran su grupo de amigos antes de cambiar. Para intentar convencer a Steve, Gavin lo lleva a escuchar a escondidas una reunión de padres organizada por Caldicott donde se entera de que sus padres lo inscribieron en los Blue Ribbons. Aterrado, Gavin le muestra a Steve un arma que planea usar si intentan llevárselo, pero Steve lo llama paranoico y le arrebata el arma.
Al día siguiente, Gavin se presenta en la escuela transformado en un Blue Ribbon. Cuando Steve intenta hablar con él, los Ribbons lo golpean en grupo. Ese día, Steve visita a Newberry y lo acusa de que su locura es una actuación; finalmente Newberry reconoce que todo se trata de un acto, ya que al fingir estar loco la gente lo ignora y muestra descuidadamente su verdadera cara e intenciones en su presencia.
A la salida del colegio, Steve debe huir de los Ribbons y, una vez en casa, encuentra a Lorna, miembro de Blue Ribbon, en su sala, quien intenta seducirlo. Pero, al excitarse, monta en cólera contra sí misma por su actitud y repitiendo las palabras "mal, malo", rompe un espejo de pared con la cabeza y ataca a Steve con un trozo de cristal, pero él la somete hasta que ella se recupera de su episodio y se marcha, mostrando la actitud alegre y educada que caracteriza a los Ribbons, a pesar de estar herida y desarreglada. Esa noche, Lorna es revisada por Caldicott y su asistente, quienes determinan que un chip que implantaron en su cerebro no puede suprimir las reacciones hormonales características de la adolescencia, lo que provoca ataques violentos cada vez que sus impulsos sexuales se manifiestan ya que la mente entra en contradicción con la programación del implante. Ante esto, Caldicott ordena una lobotomía en la joven para anular permanentemente su deseo sexual.
Un día Rachel es acorralada en la sala de calderas de la escuela por Chug, pero un e-rat-icator comienza a sonar, provocando que enloquezca de dolor y furia, lo que permite a Rachel huir mientras el chico busca y destruye el dispositivo sin notar que el Sr. Newberry atestiguó su reacción. Rachel se reúne con Steve y le muestra una grabación dejada por Gavin antes de volverse un Ribbon. En ella se despide por adelantado, pide que cuiden a UV en su lugar y explica que después de separarse de Steve volvió a espiar a Caldicott oyendo comentarios sobre algo que llamaba "Los 11 de Bishop Flats".
Siguiendo estas pistas, Steve y Rachel descubren que Caldicott anteriormente trabajó en un hospital psiquiátrico en la localidad de Bishop Flats, por lo que se infiltran en busca de respuestas, descubriendo que la hija de Caldicott esta internada allí, víctima de algo hecho por su padre. Steve decide que deben huir de la ciudad, por lo que va en busca de su hermana menor, pero en su casa descubre que sus padres lo inscribieron en los Ribbons razonando que esto era una salida mejor a esperar que superara naturalmente la muerte de su hermano. 
Steve es llevado al laboratorio de Caldicott donde este explica que ve la etapa de la adolescencia como un mal que debe ser erradicado y que usó a su hija para experimentar, cosa que le es irrelevante. Antes de que pueda ser reprogramado, Steve consigue un bisturí, hiere a un técnico y escapa con Rachel tras matar en defensa propia a Chug. UV y Lindsay llegan en la camioneta de Rachel y juntos huyen, pero son emboscados en la carretera por Caldicott y los Blue Ribbons. Newberry aparece en su camioneta encendiendo todos sus e-rat-icator atados a su vehículo, provocando a los Ribbons para que se enfoquen en atacarlo solo a él. 
Tras enviar a sus amigos al ferry, Steve se reúne con Newberry, quien ha sido herido de muerte por Caldicott. El conserje le explica que el lavado de cerebro de los Ribbons es irreversible y deben asegurarse que nunca salgan al mundo, por lo que tras despedirse conduce hacia un precipicio llevándose a los Ribbons con él; mientras, Steve y Caldicott se enzarzan en una pelea que termina con el doctor siendo empujado por el precipicio. Steve se reúne con sus amigos y los cuatro adolescentes abandonan Cradle Bay para comenzar una nueva vida.
En una escena final, una clase de un instituto sin nombre se comporta de forma alborotada y pone la música a todo volumen cuando un director entra para presentar a un nuevo profesor en prácticas. El profesor se revela como Gavin, quien sobrevivió a la caída.

## Reparto
- James Marsden como Steve Clark
- Katie Holmes como  Rachel Wagner
- Nick Stahl como Gavin Strick
- Bruce Greenwood como Dr. Edgar Caldicott
- Chad E. Donella como UV
- Katharine Isabelle como Lindsay Clark
- William Sadler como Dorian Newberry
- Tobias Mehler como Andy Effkin
- Steve Railsback como Agente Cox
- Ethan Embry como Allen Clark
- Terry David Mulligan como Nathan Clark
- Susan Hogan como Cynthia Clark
- A. J. Buckley como Charles 'Chug' Roman
- Robert Moloney como el hombre del Ferry
- Derek Hamilton como Trent Whalen
- Dan Zukovic como Mr. Rooney

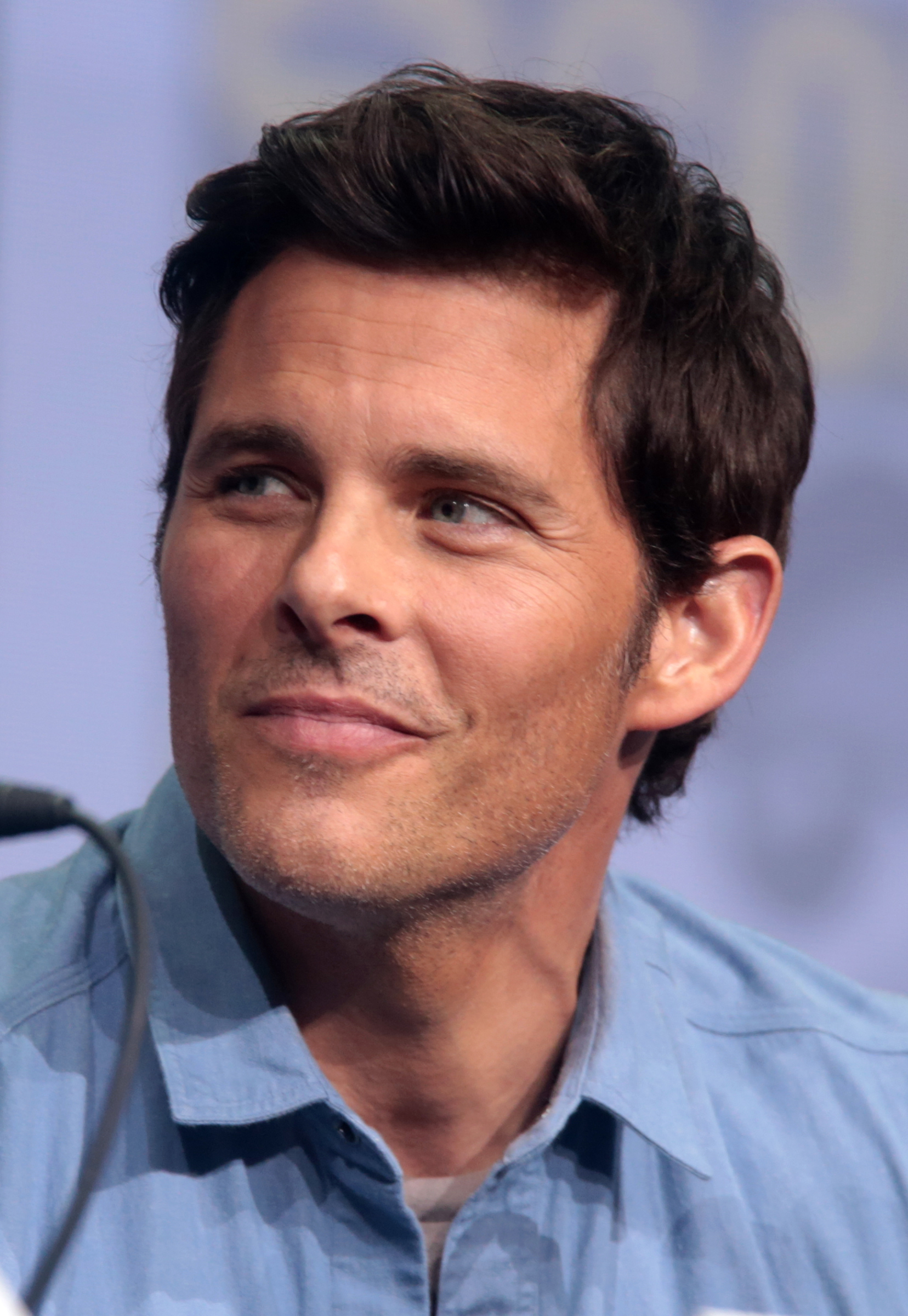
James Marsden
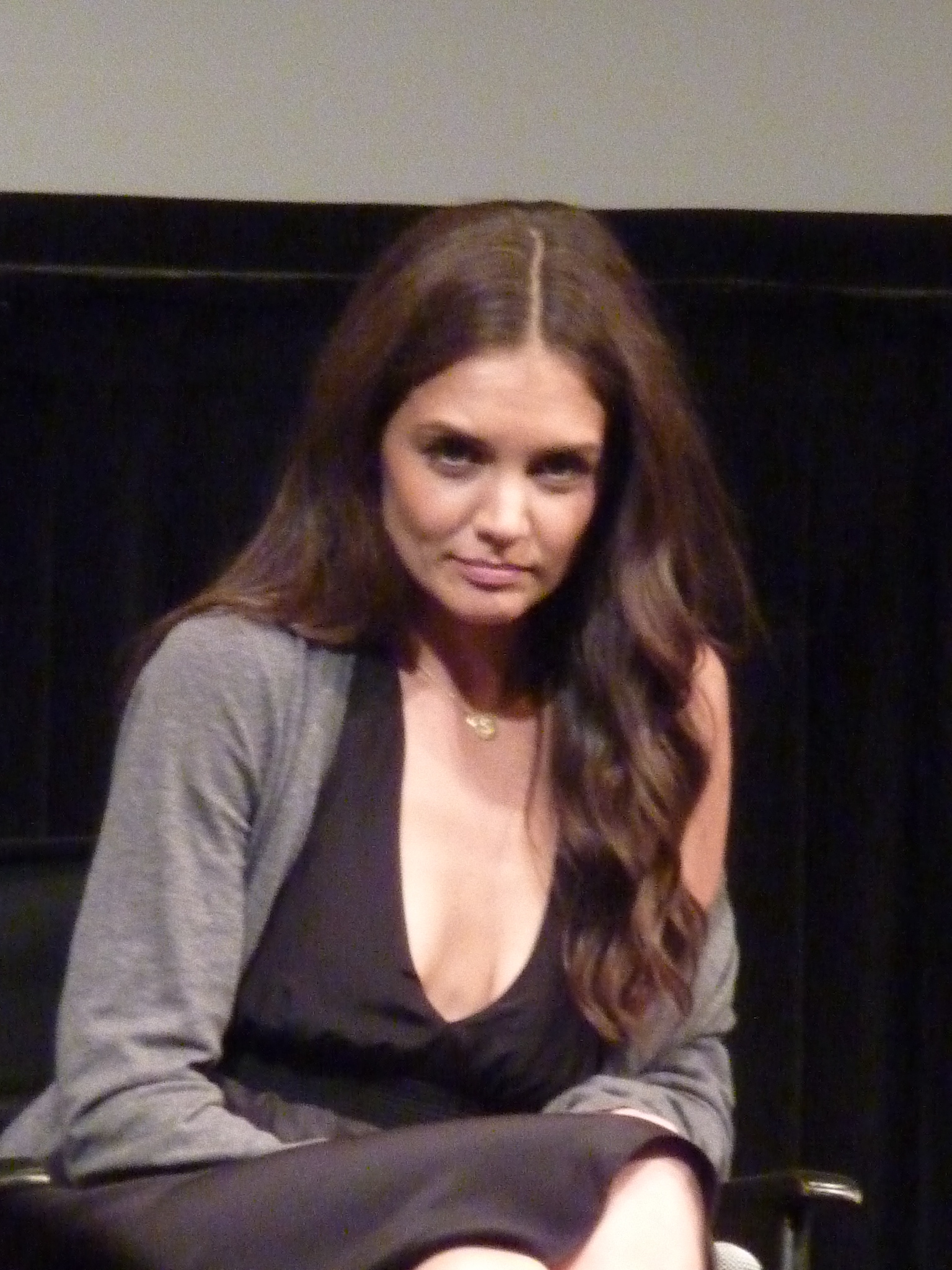
Katie Holmes
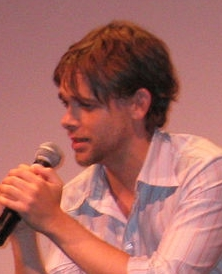
Nick Stahl
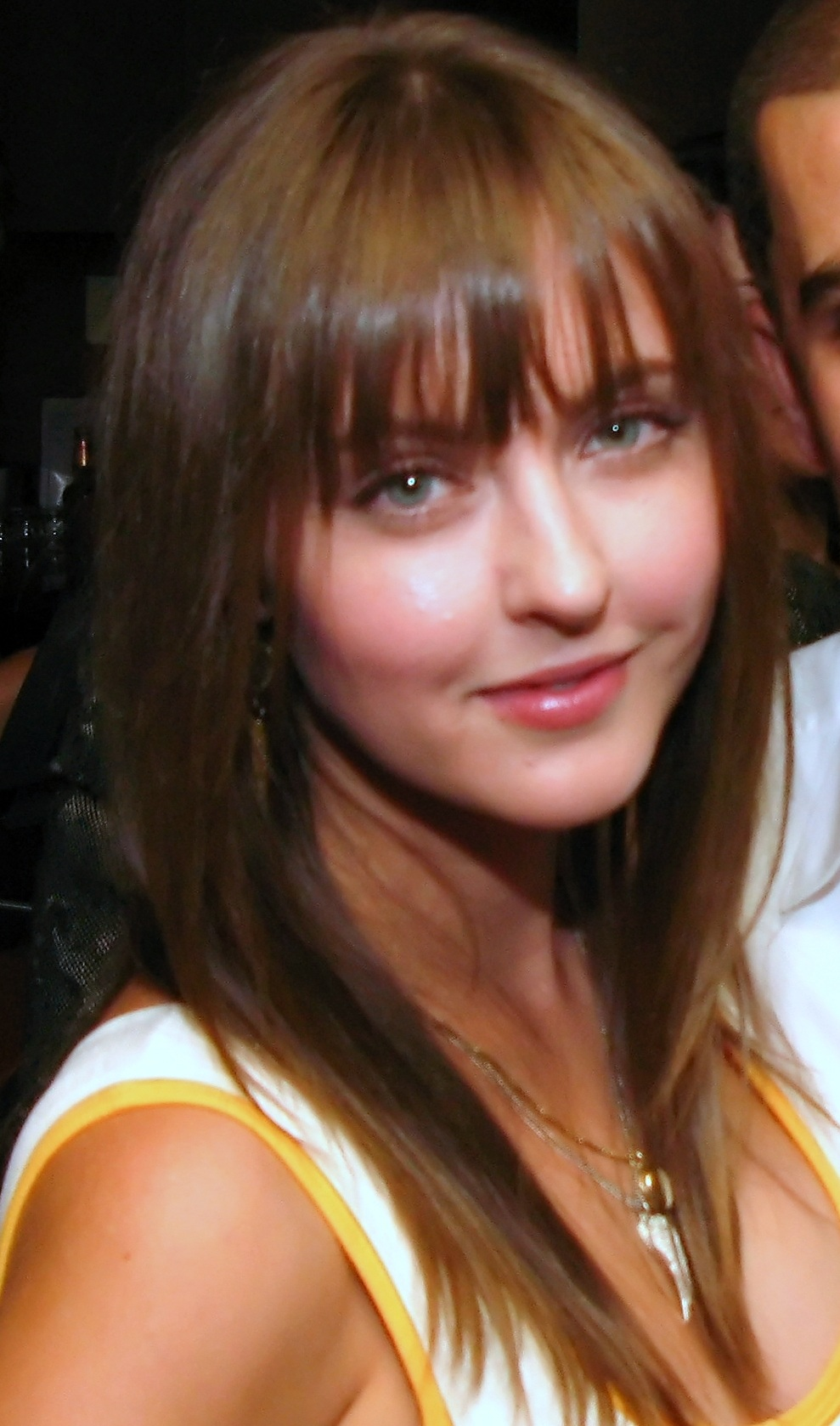
Katharine Isabelle
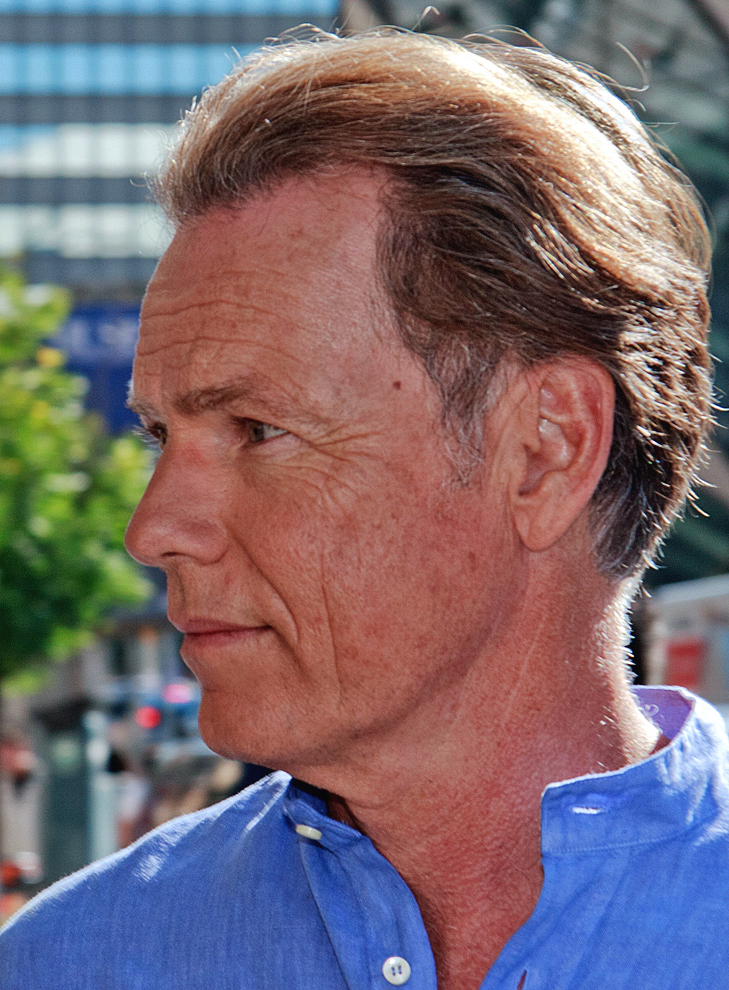
Bruce Greenwood